# Liste der Baudenkmale in Ostrhauderfehn
Die Liste der Baudenkmale in Ostrhauderfehn enthält die nach dem Niedersächsischen Denkmalschutzgesetz geschützten Baudenkmale in der ostfriesischen Gemeinde Ostrhauderfehn.
Grundlage ist die veröffentlichte Denkmalliste des Landkreises (Stand: 25. Juli 2016).
Baudenkmale sind „im Sinne des Gesetzes Bodendenkmale, bewegliche Denkmale und Denkmale der Erdgeschichte.“

## Holtermoor
| Bild | Bezeichnung         | Lage                                                                    | Beschreibung | Bauzeit | Eingetragen seit | Denkmal- nummer  |
| ---- | ------------------- | ----------------------------------------------------------------------- | --- | ------- | ---------------- | ---------------- |
| BW   | Gulfhaus (Gulfhaus) | Holtermoor Holterfehner Straße 83 Flurstück: 031826-003-00093/010 Karte | Gulfhaus (Gulfhaus) mit: Nebengebäude; eingeschossiger Wohnteil mit Gesimsgliederung. Originale Fenster und Türen erhalten. Datiert 1913. Kleines Nebengebäude. Bedeutung: historisch, wissenschaftlich; wesentliche Begründung: 1.06 geschichtliche Bedeutung aufgrund des Zeugnis- und Schauwertes durch beispielhafte Ausprägung eines Stils und / oder Gebäudetypus; Einzeldenkmal gemäß § 3.2 NDSchG | 1913    |                  | 457017.00015M001 |

## Langholt
| Bild | Bezeichnung                               | Lage                                                             | Beschreibung | Bauzeit              | Eingetragen seit | Denkmal- nummer |
| ---- | ----------------------------------------- | ---------------------------------------------------------------- | --- | -------------------- | ---------------- | --------------- |
| BW   | Brennofen (Ziegelei Langholt)             | Langholt Dorfstraße 2 Flurstück: 031824-005-00103/006 Karte      | Brennofen (Ziegelei Langholt) Rechteckiger, aus Ziegeln gemauerter Brennofen mit labyrinthartig verlaufenden Brenngängen und mittigem Schornstein. Ehemalige Überdachung, von Holzgerüst getragen, entfernt. Bedeutung: historisch, wissenschaftlich; wesentliche Begründung: 1.11 geschichtliche Bedeutung aufgrund des Zeugnis- und Schauwertes für Wirtschafts- und Technikgeschichte; konstituierender Bestandteil einer Gruppe gemäß § 3.3 NDSchG; in Gruppe baulicher Anlagen: 457017Gr0003 |                      |                  | 457017.00022    |
| BW   | Maschinenhalle, ehem. (Ziegelei Langholt) | Langholt Dorfstraße 2 Flurstück: 031824-005-00103/006 Karte      | Maschinenhalle, ehemalige (Ziegelei Langholt) Bedeutung: historisch, wissenschaftlich Zeugnis- und Schauwertes für Wirtschafts- und Technikgeschichte; wesentliche Begründung: 1.11 geschichtliche Bedeutung aufgrund des Zeugnis- und Schauwertes für Wirtschafts- und Technikgeschichte; konstituierender Bestandteil einer Gruppe gemäß § 3.3 NDSchG; in Gruppe baulicher Anlagen: 457017Gr0003                                                                                                |                      |                  | 45701700043     |
| BW   | Gulfhaus (Gulfhaus)                       | Langholt Dorfstraße 4 Flurstück: 031824-005-00103/006 Karte      | Gulfhaus (Gulfhaus) Schlichter Ziegelbau, erbaut Ende 19. Jahrhundert; Bedeutung: historisch, wissenschaftlich; wesentliche Begründung: 1.06 geschichtliche Bedeutung aufgrund des Zeugnis- und Schauwertes durch beispielhafte Ausprägung eines Stils und / oder Gebäudetypus; Gruppe gemäß § 3.3 NDSchG; in Gruppe baulicher Anlagen: 457017Gr0003 | Ende 19. Jahrhundert |                  | 45701700023     |
| BW   | Schule, ehem.                             | Langholt Eichenallee 14 Flurstück: 031824-007-00056/002 Karte    | Schule, ehemalige eingeschossiger Ziegelbau, Gliederung durch Lisenen und Gesimse. Erbaut um 1900. Am Südgiebel jüngerer Anbau. Einzeldenkmal gemäß § 3.2 NDSchG | um 1900              |                  | 45701700028     |
| BW   | Gulfhaus (Gulfhaus)                       | Langholt Leda-Jümme-Weg 30 Flurstück: 031824-003-00121/003 Karte | Gulfhaus (Gulfhaus) eingeschossiger Wohnteil, stallseitig zweimal einspringend. Giebelkamin. Um 1860. Einzeldenkmal gemäß § 3.2 NDSchG | um 1860              |                  | 45701700021     |
| BW   | Gulfhaus (Gulfhaus)                       | Langholt Leda-Jümme-Weg 34 Flurstück: 031824-003-00144/003 Karte | Gulfhaus (Gulfhaus) eingeschossiger Wohnteil mit Drempel. Gliederung durch Lisenen, Gesimse und Ziegelziersetzung entlang der Ortgänge, erbaut um 1900. Einzeldenkmal gemäß § 3.2 NDSchG | um 1900              |                  | 45701700035     |

## Ostrhauderfehn
| Bild        | Bezeichnung          | Lage                                                                | Beschreibung | Bauzeit      | Eingetragen seit | Denkmal- nummer  |
| ----------- | -------------------- | ------------------------------------------------------------------- | --- | ------------ | ---------------- | ---------------- |
| Kirche, ev. | Kirche, ev.          | Ostrhauderfehn Kirchstraße 2 Flurstück: 031825-002-00147/005 Karte  | Kirche, ev. mit: Friedhof; stattlicher, neugotischer Ziegelbau mit Ostapsis und jüngerem Westturm. Plastische Wandgliederung durch Strebepfeiler, Gesimse und Fensternischen. Erbaut um 1880/1890. Bedeutung: Historisch, Wissenschaftlich, Städtebaulich; wesentliche Begründung: 1.04; geschichtliche Bedeutung aufgrund des Zeugnis- und Schauwertes für Kultur- und Geistesgeschichte; konstituierender Bestandteil einer Gruppe gemäß § 3.3 NDSchG; in Gruppe baulicher Anlagen: 457017Gr0002 | um 1880/1890 |                  | 457017.00018M001 |
| BW          | Wohnhaus (Pfarrhaus) | Ostrhauderfehn Kirchstraße 4 Flurstück: 031825-002-00147/005 Karte  | Wohnhaus (Pfarrhaus) eingeschossiger Ziegelbau mit Ecklisenen, Gesimsen und Fensterverdachungen. Erbaut um 1890; östlich jüngerer Anbau. Bedeutung: historisch, wissenschaftlich; wesentliche Begründung: 1.06 geschichtliche Bedeutung aufgrund des Zeugnis- und Schauwertes durch beispielhafte Ausprägung eines Stils und / oder Gebäudetypus; Gruppe gemäß § 3.3 NDSchG; in Gruppe baulicher Anlagen: 457017Gr0002                                                                             | um 1890      |                  | 45701700019      |
| BW          | Gulfhaus (Gulfhaus)  | Ostrhauderfehn Kirchstraße 40 Flurstück: 031825-003-00064/004 Karte | Gulfhaus (Gulfhaus) eingeschossiger Wohnteil, beidseitig zweimal einspringend. Wandgliederung durch Gesimse und geputzte Fensterbrüstungen. Erbaut 1910. Einzeldenkmal gemäß § 3.2 NDSchG | 1910         |                  | 45701700020      |

## Potshausen
| Bild           | Bezeichnung                         | Lage                                                                   | Beschreibung | Bauzeit                           | Eingetragen seit | Denkmal- nummer |
| -------------- | ----------------------------------- | ---------------------------------------------------------------------- | --- | --------------------------------- | ---------------- | --------------- |
| BW             | Gulfhaus (Gulfhaus)                 | Potshausen Potshauser Straße 2 Flurstück: 031827-011-00039/001 Karte   | Gulfhaus (Gulfhaus) zweigeschossiger Wohnteil von ca. 1960. Wirtschaftsteil älter. Bedeutung: historisch, wissenschaftlich, städtebaulich; wesentliche Begründung: 1.06 geschichtliche Bedeutung aufgrund des Zeugnis- und Schauwertes durch beispielhafte Ausprägung eines Stils und / oder Gebäudetypus; Gruppe gemäß § 3.3 NDSchG; in Gruppe baulicher Anlagen: 457017Gr0001 | ca. 1960 und älter                |                  | 45701700007     |
| BW             | Gulfhaus (Gulfhaus)                 | Potshausen Potshauser Straße 4 Flurstück: 031827-011-00038/000 Karte   | Gulfhaus (Gulfhaus) 1 ⁄2-geschossiger Wohnteil von ca. 1950. Wirtschaftsteil um 1900. Bedeutung: historisch, wissenschaftlich, städtebaulich; wesentliche Begründung: 1.06 geschichtliche Bedeutung aufgrund des Zeugnis- und Schauwertes durch beispielhafte Ausprägung eines Stils und / oder Gebäudetypus; Gruppe gemäß § 3.3 NDSchG; in Gruppe baulicher Anlagen: 457017Gr0001 | um 1900/1950                      |                  | 45701700008     |
| BW             | Gulfhaus (Gulfhaus)                 | Potshausen Potshauser Straße 6 Flurstück: 031827-011-00036/000 Karte   | Gulfhaus (Gulfhaus) 1 ⁄2-geschossiger Wohnteil von ca. 1950. Wirtschaftsteil älter. Bedeutung: historisch, wissenschaftlich, städtebaulich; wesentliche Begründung: 1.06 geschichtliche Bedeutung aufgrund des Zeugnis- und Schauwertes durch beispielhafte Ausprägung eines Stils und / oder Gebäudetypus; Gruppe gemäß § 3.3 NDSchG; in Gruppe baulicher Anlagen: 457017Gr0001 | ca. 1950 und älter                |                  | 45701700009     |
| BW             | Wohn-/Wirtschaftsgebäude (Gulfhaus) | Potshausen Potshauser Straße 8 Flurstück: 031827-010-00035/002 Karte   | Wohn-/Wirtschaftsgebäude (Gulfhaus) Mächtiger Backsteinbau unter Krüppelwalmdach mit 1 ⁄2-geschossigem Wohnteil und zweigeschossiger Wohnhausanbau unter Walmdach. Datiert "1950". Bedeutung: historisch, wissenschaftlich, städtebaulich; wesentliche Begründung: 1.06 geschichtliche Bedeutung aufgrund des Zeugnis- und Schauwertes durch beispielhafte Ausprägung eines Stils und / oder Gebäudetypus; Gruppe gemäß § 3.3 NDSchG; in Gruppe baulicher Anlagen: 457017Gr0001                                           | 1950                              |                  | 45701700011     |
| BW             | Scheune (Durchfahrtsscheune)        | Potshausen Potshauser Straße 8 Flurstück: 000000-010-00035/002 Karte   | Scheune (Durchfahrtsscheune) Südlich des Haupthauses auf dem rückwärtigen Grundstücksteil gelegener Fachwerk-Bau mit Holzverschalung unter tief herabgezogenem Krüppelwalmdach. Dreizonige Gulfkonstruktion mit Kopfbändern. Bedeutung: historisch, wissenschaftlich, städtebaulich; wesentliche Begründung: 1.06 geschichtliche Bedeutung aufgrund des Zeugnis- und Schauwertes durch beispielhafte Ausprägung eines Stils und / oder Gebäudetypus; Gruppe gemäß § 3.3 NDSchG; in Gruppe baulicher Anlagen: 457017Gr0001 |                                   |                  | 45701700046     |
| BW             | Gulfhaus (Gulfhaus)                 | Potshausen Potshauser Straße 10 Flurstück: 031827-011-00034/000 Karte  | Gulfhaus (Gulfhaus) 1 ⁄2-geschossiger Wohnteil, voll unterkellert, stallseitig zweimal einspringend. Blockrahmen-Fenster. 1. Hälfte 19. Jahrhundert; Wirtschaftsteil um 1950. Bedeutung: historisch, wissenschaftlich, städtebaulich; wesentliche Begründung: 1.06 geschichtliche Bedeutung aufgrund des Zeugnis- und Schauwertes durch beispielhafte Ausprägung eines Stils und / oder Gebäudetypus; Gruppe gemäß § 3.3 NDSchG; in Gruppe baulicher Anlagen: 457017Gr0001                                                | 1. Hälfte 19. Jahrhundert/um 1950 |                  | 45701700012     |
| BW             | Gulfhaus, ehem. (Gulfhaus)          | Potshausen Potshauser Straße 11a Flurstück: 031827-008-00047/000 Karte | Gulfhaus, ehem. (Gulfhaus) Kleines Gulfhaus. Eingeschossiger Wohnteil mit Giebelkamin. Erbaut Ende 19. Jahrhundert; Einzeldenkmal gemäß § 3.2 NDSchG | Ende 19. Jahrhundert              |                  | 45701700006     |
| BW             | Gulfhaus (Gulfhaus)                 | Potshausen Potshauser Straße 12 Flurstück: 031827-011-00033/000 Karte  | Gulfhaus (Gulfhaus) 1 ⁄2-geschossiger Wohnteil, voll unterkellert, beidseitig zweimal einspringend. Blockrahmenfenster. Wirtschaftsteil mit Halbkreisfenstern. Erbaut 1. Hälfte 19. Jahrhundert; Bedeutung: historisch, wissenschaftlich, städtebaulich; wesentliche Begründung: 1.06 geschichtliche Bedeutung aufgrund des Zeugnis- und Schauwertes durch beispielhafte Ausprägung eines Stils und / oder Gebäudetypus; Gruppe gemäß § 3.3 NDSchG; in Gruppe baulicher Anlagen: 457017Gr0001                             | 1. Hälfte 19. Jahrhundert         |                  | 45701700013     |
| BW             | Gulfhaus (Gulfhaus)                 | Potshausen Potshauser Straße 14 Flurstück: 031827-011-00031/000 Karte  | Gulfhaus (Gulfhaus) 1 ⁄2-geschossiger Wohnteil mit Gesimsgliederung, erbaut ca. 1950. Wirtschaftsteil älter. Bedeutung: historisch, wissenschaftlich, städtebaulich; wesentliche Begründung: 1.06 geschichtliche Bedeutung aufgrund des Zeugnis- und Schauwertes durch beispielhafte Ausprägung eines Stils und / oder Gebäudetypus; Gruppe gemäß § 3.3 NDSchG; in Gruppe baulicher Anlagen: 457017Gr0001 | ca. 1950                          |                  | 45701700014     |
| weitere Bilder | Kirche, ev.                         | Potshausen Potshauser Straße 16 Flurstück: 031827-011-00029/000 Karte  | Kirche, ev. Einschiffiger Ziegelbau mit Ostapsis und Westturm. Treppengiebel. Gesims- und Lisenengliederung. Datiert "1865". Einzeldenkmal gemäß § 3.2 NDSchG | 1865                              |                  | 45701700005     |
| BW             | Gulfhaus (Gulfhaus)                 | Potshausen Ritzeldorfer Straße 1 Flurstück: 031827-010-00040/000 Karte | Gulfhaus (Gulfhaus) Stattlicher Wohnteil mit niedrigem Obergeschoss. Giebel mit Dreiecksmauerung und Traufsteinen. Blockrahmen-Fenster. Um 1800. Wirtschaftsteil jünger. Bedeutung: historisch, wissenschaftlich, städtebaulich; wesentliche Begründung: 1.06 geschichtliche Bedeutung aufgrund des Zeugnis- und Schauwertes durch beispielhafte Ausprägung eines Stils und / oder Gebäudetypus; Gruppe gemäß § 3.3 NDSchG; in Gruppe baulicher Anlagen: 457017Gr0001                                                     | um 1800                           |                  | 45701700010     |